# آبدراش‌باش
آبدراش‌باش (انگلیسی: Abdrashbash) یک شهرک در شهرستان بورایفسکی باشقیرستان کشور روسیه است.